# صحن آزادی

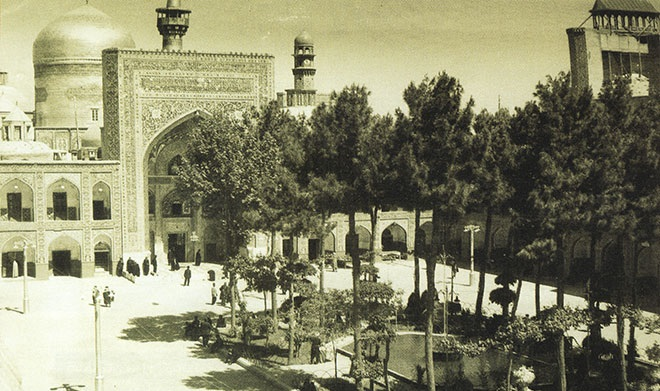
تصویری از صحن آزادی در سال 1947

صحن آزادی یا صحن نو یکی از صحن‌های قدیمی حرم امام رضا است. این صحن با ابعاد ۸۱×۵۱ متر در شرق حرم قرار دارد و دارای چهار ایوان است.

## مشخصات صحن
صحن آزادی در سال ۱۲۳۳ قمری در عصر فتحعلی شاه قاجار ساخته شد. در حال حاضر، این صحن دارای چهار ایوان و ۵۶ غرفه است.
ایوان غربی(ایوان طلای ناصری)این ایوان که به دلیل اتصال به رواق دارالسعاده با نام باب‌السعاده نیز شناخته می‌شود، در ضلع غربی صحن قرار دارد. این ایوان در سال ۱۲۸۲ قمری توسط عضد الملک قزوینی طلاکاری شد.
ایوان شمالی(ایوان تلگراف خانه)این ایوان که به ایوان شیخ صدوق یا باب‌الحکمه نیز معروف است، در ضلع شمالی صحن قرار دارد. ورودی بست شیخ حر عاملی در این ایوان قرار دارد.
ایوان جنوبی(ایوان ساعت)این ایوان که ایوان ساعت یا باب‌الامامه نیز نامیده می‌شود، در ضلع جنوبی صحن قرار دارد و به رواق امام خمینی متصل شده‌است. در این ایوان کتیبه‌ای وجود دارد که به بنای صحن آزادی به فرمان فتحعلی شاه قاجار اشاره می‌کند. هم‌چنین ساعت صحن آزادی بر بالای این ایوان قرار دارد.
ایوان شرقی(ایوان باب السلام)این ایوان که باب‌السلام یا ایوان نواب نیز خوانده می‌شود، در ضلع شرقی صحن ساخته شده‌است.